# Fischerturako
Der Fischerturako (Tauraco fischeri), auch Rotkronenturako genannt, ist eine Art der Turakos aus Kenia, Somalia und Tansania.

## Merkmale
Der Fischerturako erreicht eine Körperlänge von 40 cm und ein Gewicht von 227 bis 283 g. Sein Gefieder ist überwiegend glänzend grünblau, die Schwanzfedern dunkel blaugrün. Das Rot der Federhaube erstreckt sich bis in den Nacken. Zum Rand hin ist sie düster rot und am Rand dünn weiß, an der höchsten Stelle schwarz gesäumt. Über und unter dem roten Orbitalring befindet sich ein weißer Streif. Der Schnabel ist rot.

## Verbreitung und Lebensraum
Tauraco fischeri bewohnt Küsten- und Flusswälder in Kenya, im nordöstlichen Tanzania und im südlichen Somalia. Die Unterart Tauraco fischeri zanzibaricus ist ein Endemit Sansibars.

## Lebensweise
Der Fischerturako ist in seinem gesamten Verbreitungsgebiet ein Standvogel. Das fragile Nest wird als Plattform aus lockeren Zweigen in 3 bis 10 m Höhe über dem Boden in dichtem Laubwerk gebaut. Das Gelege besteht aus 2 Eiern, die Brutdauer beträgt 22 bis 23 Tage.

## Etymologie und Forschungsgeschichte
Anton Reichenow beschrieb den Fischerturako unter dem Namen Corythaix Fischeri. Das Typusexemplar stammte aus Witu und wurde von Gustav Adolf Fischer (1848–1886) entdeckt. Schon 1779 führte Jan Krzysztof Kluk (1739–1796) die neue Gattung Tauraco für den Guineaturako (Tauraco persa (Linnaeus, 1758)) ein, der erst später auch der Fischerturako zugewiesen wurde. Dieser Name basiert wahrscheinlich auf einem Namen den die westafrikanischen Eingeborenen verwendeten. Der Artnamen ehrt den Entdecker des Typusexemplars. Zanzibaricus bezieht sich auf ‚Sansibar‘. Richard Hercules Wingfield Pakenham (1906–1993) gab den Jozani Chwaka Bay Nationalpark auf Sansibar als Verbreitungsgebiet an.